# 방울토마토 (영화)
《방울토마토》는 2008년에 개봉한 대한민국의 영화이다.

## 캐스팅
- 신구 : 박구 역
- 김향기 : 다성 역
- 김병춘 : 갑수 역
- 최지연 : 홍미 역
- 최동균 : 동훈 역
- 성인자 : 가정부 역
- 남상백 : 양씨 김건표 청년 2 역
- 이상훈 : 봉수 역
- 이봉규 : 고물상 역
- 라경덕 : 리어커 / 우체부 / 파티남 1 역
- 정종현 : 춘삼 친구 역
- 금동현 : 용역대장 역
- 정지순 : 전경 남 역
- 김성연 : 응급실 의사 역
- 김한종 : 종덕 역
- 신신범 : 마을 대표 역
- 진선미 : 금고 여직원 1 역
- 장동민 : 짐꾼 / 청년 1 역
- 김영호 : 춘삼 역 (특별출연)